# Alejo Carpentier

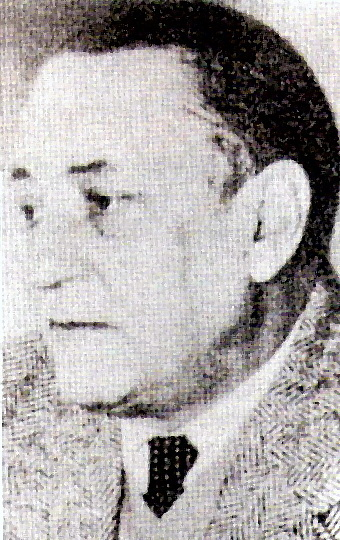
Alejo Carpentier

Alejo Carpentier (Lausanne, 26 december 1904 - Parijs, 24 april 1980) was een Cubaanse romanschrijver, essayist en musicoloog die een grote invloed had op de explosie van de Latijns-Amerikaanse literatuur in de jaren 70, beter bekend als de literatuur van de "boom".

## Achtergrond en leven
Carpentier was de zoon van een Russische taallerares en een Franse architect. Op twaalfjarige leeftijd verhuisde hij met zijn familie naar Parijs, waar hij muziektheorie begon te studeren. Bij zijn terugkomst in Cuba, studeerde hij architectuur, een studie die hij nooit af zou maken. Hij begon te werken als journalist en werkte mee met linkse bewegingen. Hiervoor werd hij een tijd gevangengezet en toen hij uit de gevangenis kwam, ging hij in ballingschap naar Frankrijk. Daar werd hij voorgesteld aan de surrealisten, zoals André Breton, Paul Eluard, Louis Aragon, Jacques Prévert en Antonin Artaud. Tijdens zijn verblijf in Frankrijk bezocht hij vele malen Spanje, waar hij de schoonheid van de barok ontdekte die hem vanaf dan zou fascineren.
Hij keerde terug naar Cuba en ging opnieuw aan de slag als journalist. Dit gaf hem de gelegenheid om een voedoe ceremonie bij te wonen, wat zijn interesse voor de afrocubaanse cultuur opwekte. In 1943 maakte hij een voor hem cruciale reis naar Haïti, waar hij het Citadel Laferrière en het paleis Sans-Souci bezocht, die allebei gebouwd zijn door de zwarte koning Henri Christophe.

## Werken en stijl
Carpentier is vooral bekend om zijn barokke stijl en zijn theorie van het "Lo real maravilloso" dat met “wonderlijk realisme” wordt vertaald. Zijn bekendste werken zijn Ecue-yamba-o!"Alabado sea el Señor" (1933), over de afrocubaanse mythologie en folklore, El reino de este mundo (1949), De Methode en Los pasos perdidos (1953). Het was in de proloog van El reino de este mundo, een roman over de Haïtiaanse revolutie, dat hij zijn visie op het "wonderlijk realisme" uiteenzette.
Van 1945 tot 1959 woonde hij in Venezuela, dat hem inspireerde tot het anonieme Zuid-Amerikaans land waarin hij een groot deel van Los pasos perdidos situeerde.
Na de Cubaanse Revolutie keerde hij terug naar zijn vaderland in 1959, waar hij werkte als directeur van de Nationale Drukkerij en in de Cubaanse ambassade in Frankrijk.
In 1977 ontvangt hij de Cervantesprijs en in 1979, in Frankrijk, de Mediciprijs.
Hij sterft in Parijs in 1980.

## Werken en Nederlandse vertalingen
- ¡Écue-Yamba-O! (1933)
- El reino de este mundo (1949), in het Nederlands vertaald als Het koninkrijk van deze wereld door Arthur H. Seelemann
- Los pasos perdidos (1953), in het Nederlands vertaald als Heimwee naar de jungle door J. G. Rijkmans
- Guerra del tiempo (1956), in het Nederlands vertaald als Tijdoorlog door Arthur H. Seelemann
- El siglo de las luces (1962), In het Nederlands vertaald als De Guillotine op de voorsteven door J.G. Rijkmans (Meulenhoff, 1966, Amsterdam)
- La ciudad de las columnas (1970)
- El recurso del método (1974), in het Nederlands vertaald als De Methode door Carla Tromp-Boos
- Concierto barroco (1974)), in het Nederlands vertaald als Barokconcert door Robert Lemm
- La consagración de la primavera (1978)
- El arpa y la sombra (1979)

- Bibsys: 90056045
- Biblioteca Nacional de España: XX830623
- Bibliothèque nationale de France: cb11895271t (data)
- Catàleg d'autoritats de noms i títols de Catalunya: 981058513290306706
- CiNii: DA02147054
- Digitale Bibliotheek voor de Nederlandse Letteren: carp028
- Gemeinsame Normdatei: 118667238
- International Standard Name Identifier: 0000 0001 2146 3029
- Library of Congress Control Number: n79070121
- Nationale Bibliotheek van Letland: 000090205
- Bibliotheek van het Japanse parlement: 00435347
- Nationale Bibliotheek van Tsjechië: jn19990001337
- Nationale bibliotheek van Australië: 35026068
- Nationale Bibliotheek van Israël: 987007300444305171
- Nationale Bibliotheek van Polen: a0000001232413
- Nederlandse Thesaurus van Auteursnamen: 069301425
- Istituto Centrale per il Catalogo Unico: CFIV102958
- LIBRIS: 235863
- SNAC: w6tq78ss
- Système universitaire de documentation: 027377970
- Trove: 799703
- Union List of Artist Names: 500246392
- Virtual International Authority File: 105310694
- WorldCat: E39PBJk8X6fhqKt469M3FTTmBP